# Heinz Knobloch

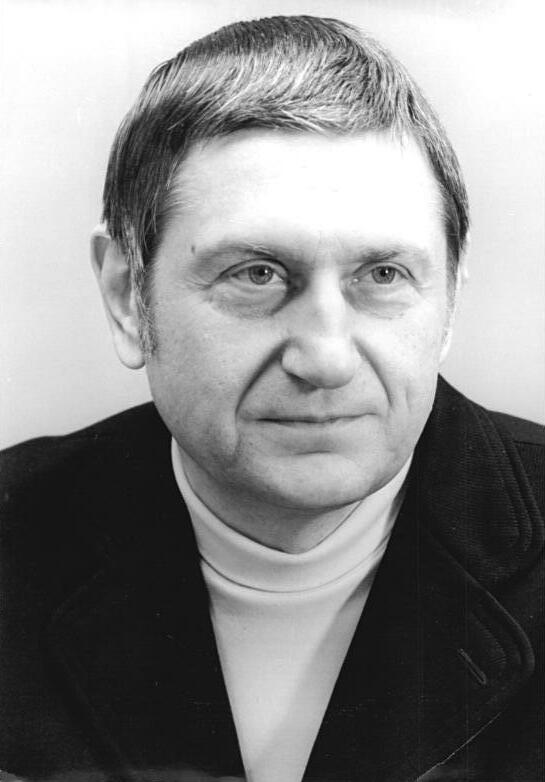
Heinz Knobloch, 1976

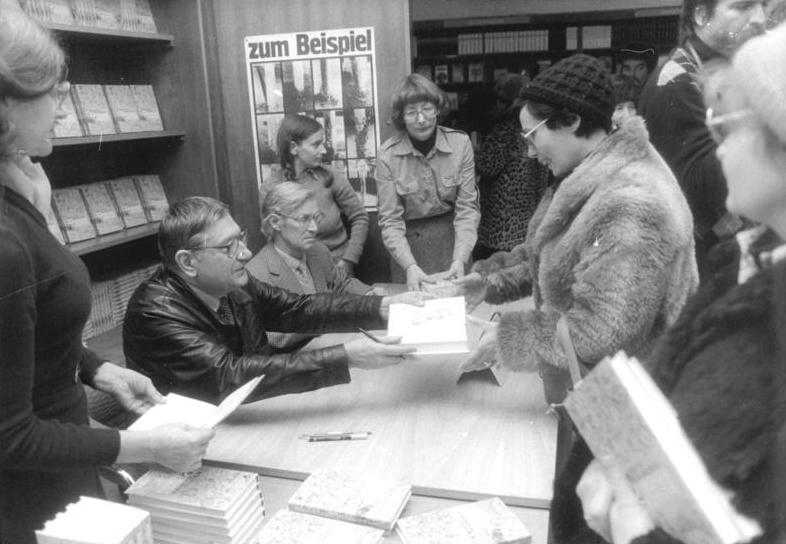
Heinz Knobloch 1982 bei einer Autogrammstunde

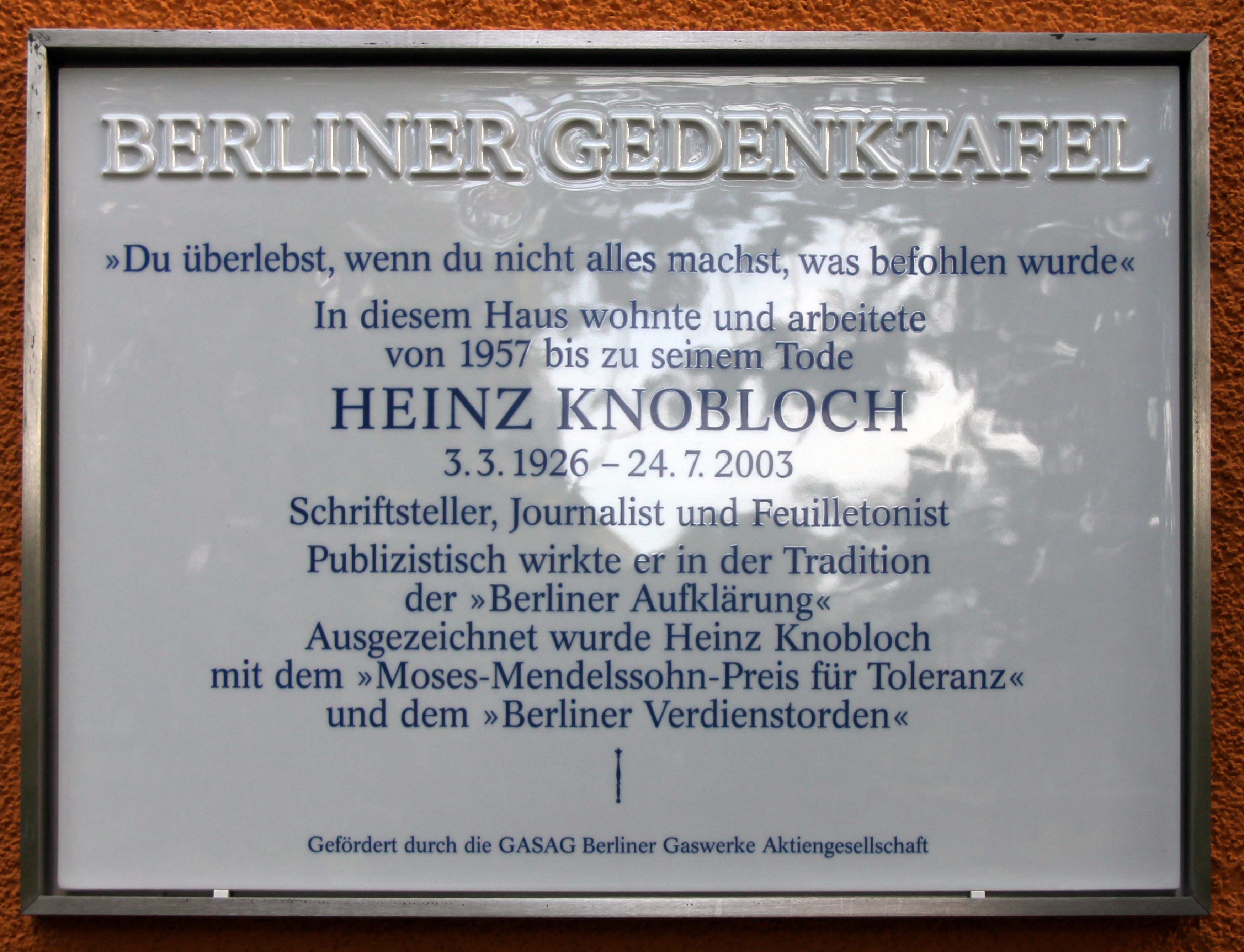
Berliner Gedenktafel am Haus, Masurenstraße 4, in Berlin-Pankow

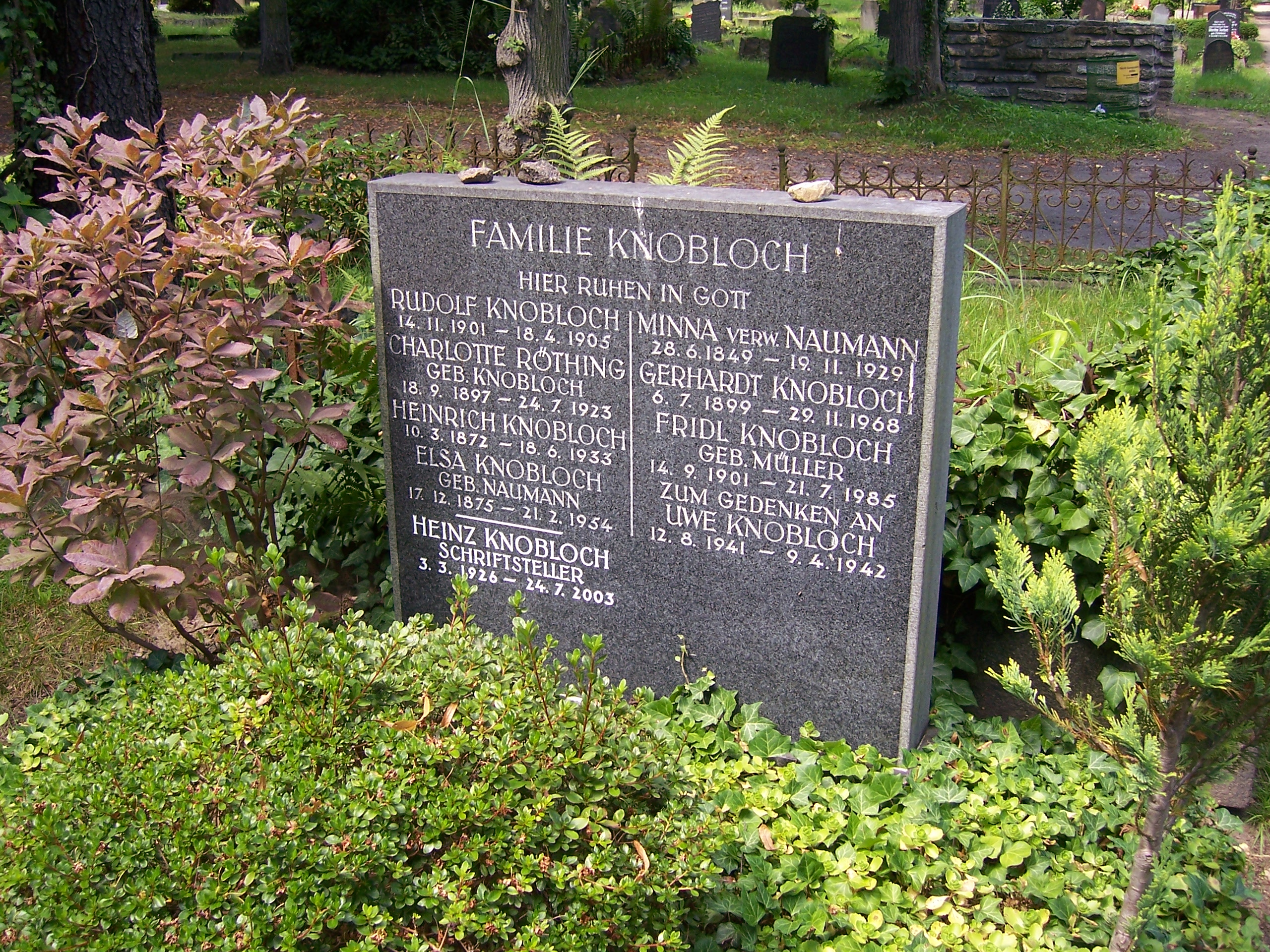
Familiengrab Knobloch auf dem Tolkewitzer Johannisfriedhof in Dresden

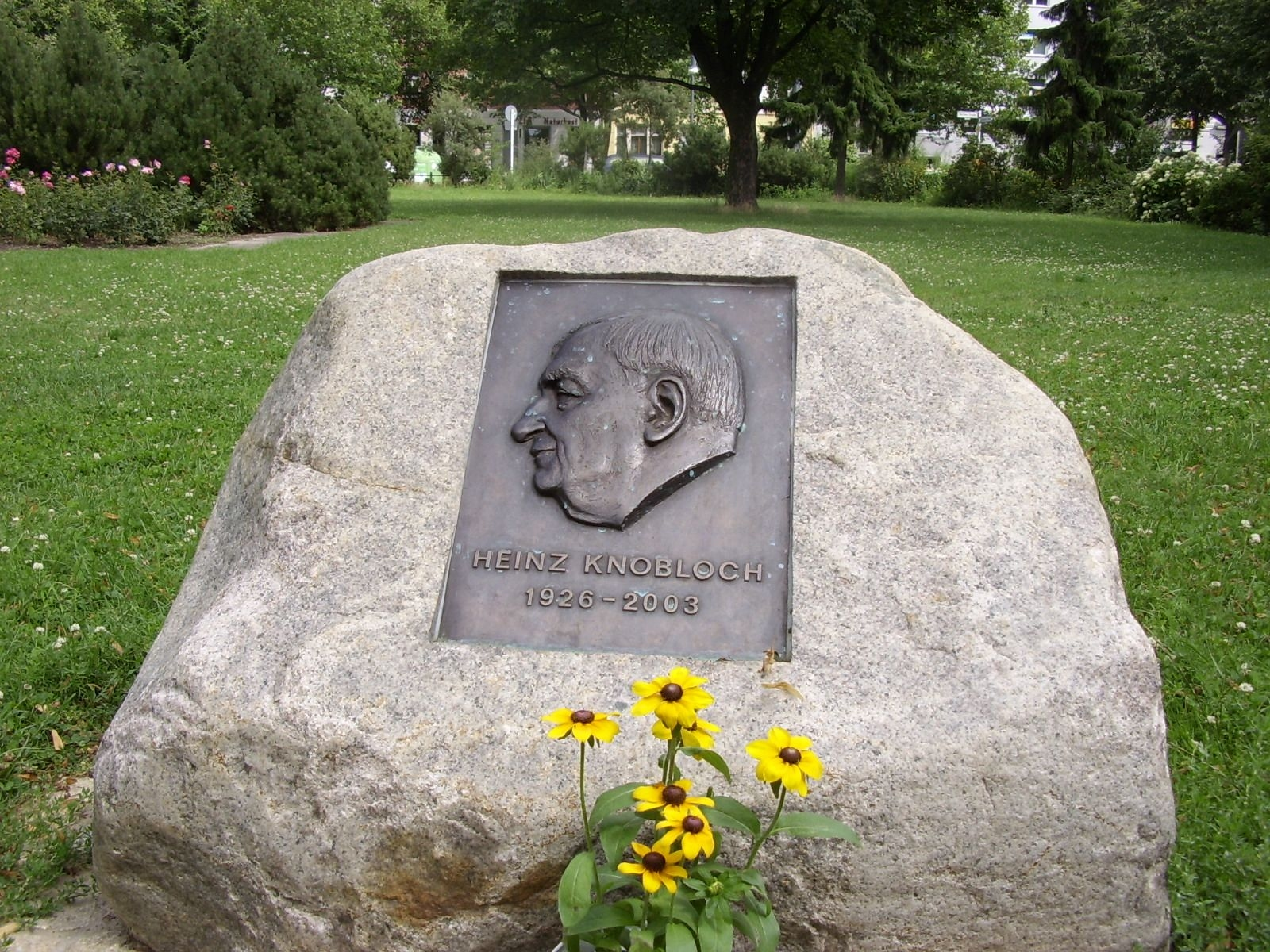
Knobloch-Gedenkstein am Heinz-Knobloch-Platz in Pankow

Heinz Knobloch (* 3. März 1926 in Dresden; † 24. Juli 2003 in Berlin-Pankow) war ein deutscher Schriftsteller und Feuilletonist.

## Leben
Knobloch war der Sohn eines Reproduktionsfotografen. Die Familie kam 1935 nach Berlin. Knobloch besuchte bis 1942 die Oberschule. Er begann eine Lehre als Verlagskaufmann, wurde aber 1943 für die Teilnahme am Zweiten Weltkrieg eingezogen. Von 1944 bis 1948 war er in den USA und in England in Kriegsgefangenschaft, aus der er in die sowjetische Besatzungszone ging. 1948 arbeitete er in Berlin als Bürohilfskraft und ab 1949 als Redakteur, ab 1953 bei der neugegründeten Wochenpost. Von 1954 bis 1960 machte er ein Fernstudium an der Sektion Journalistik der Karl-Marx-Universität Leipzig, das er als Diplomjournalist abschloss. Ab 1957 war Knobloch verantwortlicher Redakteur im Kulturteil der Wochenpost, wo er dem Genre Feuilleton in der DDR zu neuer Blüte verhalf. Als Vorbilder galten ihm Vertreter des klassischen Feuilletons wie Heinrich Heine, Victor Auburtin, Alfred Polgar oder Kurt Tucholsky. Bereits Anfang der 60er Jahre gehörte er auch dem Deutschen Schriftstellerverband an und veröffentlichte eigene Werke. Seine Feuilletons erschienen auch in vielen anderen Zeitungen und Buchveröffentlichungen.
Knobloch heiratete 1953 Helga Leutloff, aus der Ehe gingen die Tochter Dagmar (* 1957) und der Sohn Daniel Knobloch (* 1964) hervor. Er starb 2003 im Alter von 77 Jahren.

## Werk
Knobloch ist vor allem durch seine 1000 Feuilletons bekannt geworden, die über einen Zeitraum von mehr als 20 Jahren allwöchentlich in der Wochenpost unter der Kolumnen-Rubrik „Mit beiden Augen“ erschienen und von dem Grafiker und Maler Wolfgang Würfel illustriert wurden. Seine informativen und humorvollen Artikel erreichten eine sehr große Leserschaft. Es liegt eine Vielzahl von Sammelbänden seiner Feuilletons vor. Gleichzeitig beschäftigte er sich mit theoretischen Fragen des Feuilletons als literarischer Gattung und entdeckte für die Öffentlichkeit Berliner Feuilletonisten der Vergangenheit wieder, wie Auburtin, von dem er in der DDR Feuilletons herausgab, und Julius Rodenberg.
Durch intensive Recherchen hat Knobloch mit seinen Büchern auch zur Wiederentdeckung von weiteren Persönlichkeiten und zur Aufklärung bis dahin unbekannter historischer Sachverhalte beigetragen. Sein Buch Herr Moses in Berlin beschreibt den Berliner Philosophen Moses Mendelssohn, in Meine liebste Mathilde porträtiert Knobloch Mathilde Jacob, die Sekretärin Rosa Luxemburgs, Der beherzte Reviervorsteher erzählt die Geschichte um den durch den Polizisten Wilhelm Krützfeld verhinderten Brand der Synagoge in der Oranienburger Straße während der Novemberpogrome 1938. Der arme Epstein bringt Licht in die Geschichte um den Tod des Berliner SA-Mannes Horst Wessel.

## Auszeichnungen (Auswahl)
- 1963: Literaturpreis des FDGB
- 1965: Heinrich-Heine-Preis des Ministeriums für Kultur der DDR
- 1979: Goethepreis der Stadt Berlin
- 1980: Louis-Fürnberg-Preis des Rates des Bezirks Erfurt
- 1986: Lion-Feuchtwanger-Preis
- 1986: Nationalpreis der DDR III. Klasse für Kunst und Literatur
- 1994: Moses-Mendelssohn-Preis für Toleranz (gemeinsam mit Inge Deutschkron)
- 1998: Verdienstorden des Landes Berlin

## Nachwirkung
Nach Knoblochs Tod hat sich in Berlin der „Freundeskreis Heinz Knobloch“ gebildet, um sein Werk und Andenken zu pflegen. Am 3. März 2005 wurde in Berlin-Pankow die Grünanlage vor dem langjährigen Wohnhaus Knoblochs (zwischen Masurenstraße, Samländischer Straße, Berliner Straße und Mühlenstraße) zeremoniell zum Heinz-Knobloch-Platz umbenannt. Der dort aufgestellte Stein mit Heinz Knoblochs Profil in Bronze stammt von dem Pankower Bildhauer Gerhard Thieme. Am 24. Juli 2013 wurde an Knoblochs früherem Wohnhaus in der Masurenstraße 4 in Berlin-Pankow eine Berliner Gedenktafel angebracht.
Heinz Knobloch hat in Berlin mindestens sechs Gedenktafeln „verursacht“, wie er im Jahr 2000 in einem Interview erklärte. Diese sind auch heute noch im Stadtbild zu finden. Es sind dies:
1. Mahntafel auf dem Bebelplatz 2 am Alten Palais (jetzt Juristische Fakultät der Humboldt-Universität)
2. Gedenktafel für Moses Mendelssohn, dem jüdischen Aufklärer in Berlin, am Jüdischen Gymnasium Große Hamburger Straße 27
3. Gedenktafel zur Verhinderung des Brandes der „Neuen Synagoge“ in Berlin durch einen preußischen Polizeibeamten, Oranienburger Straße
4. Gedenktafel und Platzbenennung für Mathilde Jacob, der Vertrauten von Rosa Luxemburg, Rathaus Tiergarten in Moabit
5. Gedenktafel für Lina Morgenstern, Einrichterin der ersten Volksküchen in Berlin, Linienstraße 47 in Berlin-Mitte
6. Gedenktafel für die französischen Opfer des 2. Weltkrieges, Schönfließer Straße 13–19 in Berlin-Reinickendorf[5]

## Werke

### Romane, Erzählungen und Kurzgeschichten
- Ein gewisser Reginald Hinz. (Kurzgeschichten). Eulenspiegel-Verlag, Berlin 1963
- Pardon für Bütten. (Erzählung). Mit Illustrationen von Henry Büttner. Eulenspiegel-Verlag, Berlin 1965
- Man sieht sich um und fragt. Verlag der Nation, Berlin 1973

### Gesammelte Feuilletons
- Mir gegenüber (mit Reiner Kunze), 1960
- Herztöne und Zimmermannssplitter, 1962
- Die guten Sitten …. Feuilletons. Nachwort von Reiner Kunze. Mitteldeutscher Verlag, Halle (Saale) 1964
- Du liebe Zeit. Mitteldeutscher Verlag, Halle (Saale) 1966
- Täglich geöffnet. Mitteldeutscher Verlag, Halle (Saale) 1970
- Rund um das Bett. Sybilles Kopfkissenbuch. Hrsg. Margot Pfannstiel. Illustrationen und Einband von Gitta Kettner. Verlag für die Frau, Leipzig 1970
- Rund um das Buch, 1973
- Bloß wegen der Liebe. Feuilletons mit einem Nachwort. Illustrationen und Einband von Gitta Kettner. Mitteldeutscher Verlag, Halle (Saale) 1971
- Beiträge zum Tugendpfad, 1972
- Innere Medizin, 1972
- Man sieht sich um und fragt, 1973
- Allerlei Spielraum, 1973
- Kreise ziehen, 1974
- Stäubchen aufwirbeln, 1974
- Schattensprünge, 1975
- Das Lächeln der Zeitung, 1975
- Der Blumenschwejk, 1976; Mitteldeutscher Verlag, Halle 1984
- Der Berliner zweifelt immer. Buchverlag Der Morgen, Berlin 1977
- Mehr war nicht drin. Mitteldeutscher Verlag, Halle 1979; 3. Auflage 1983
- Nachträgliche Leckerbissen. Aufbau-Verlag, Berlin u. Weimar 1979
- Handwärmekugeln. Verlag Tribüne, Berlin 1979
- Berliner Fenster. Feuilletons, 1981; Mitteldeutscher Verlag, Halle 1987, ISBN 3-354-00140-2
- Jüdische Friedhöfe in Berlin. Henschelverlag Kunst und Gesellschaft, Berlin, 1987 (mit Alfred Etzold, Joachim Fait und Peter Kirchner)
- Stadtmitte umsteigen. Berliner Phantasien, 1982; mehrere Neuauflagen, zuletzt Jaron Verlag, Berlin 2002, ISBN 3-89773-042-1
- Angehaltener Bahnhof. Das Arsenal, Berlin 1984
- Nicht zu verleugnen – Feuilletons. Mitteldeutscher Verlag, Halle 1985; 2. Auflage 1986, ISBN 3-354-00125-9
- Zur Feier des Alltags – Feuilletons. 1986, Buchclub 65, Berlin 1988, ISBN 3-7464-0043-0
- Berliner Grabsteine, 1987; Morgenbuch-Verlag, Berlin 1991, ISBN 3-371-00352-3
  - Neuausgabe: Alte und neue Grabsteine. Jaron Verlag, Berlin 2000, ISBN 3-89773-022-7
- Im Lustgarten. Geschichte zum Begehen. Illustrationen von Wolfgang Würfel. Mitteldeutscher Verlag, Halle 1989
  - Neuausgabe: Im Lustgarten. Ein preußischer Garten im Herzen Berlins. Hrsg. von Hendrik Gottfriedsen. Jaron Verlag, Berlin 2001, ISBN 3-89773-032-4
- Geisterbahnhöfe. Westlinien unter Ostberlin (mit Michael Richter und Götz Thomas Wenzel). Ch. Links Verlag, Berlin 1992; 7. Aufl. 2012, ISBN 978-3-86153-506-5
- Die schönen Umwege. Beobachtungen. Transit-Verlag, Berlin 1993; 3. Aufl. 1996, ISBN 3-88747-083-4
- Mißtraut den Grünanlagen! Extrablätter. Transit-Verlag, Berlin 1996, ISBN 3-88747-108-3
- Berlins alte Mitte. Rund um den Lustgarten. Geschichte zum Begehen. Jaron Verlag, Berlin 1996, ISBN 3-932202-10-4
- „Lässt sich das drucken?“ Feuilletons gegen den Strich. Hrsg. und mit Kapiteleinführungen von Jürgen Reifarth und Gunter Reus. UVK, Konstanz 2002, ISBN 3-89669-354-9
- Gartenlust und Gartenliebe. Abenteuer hinterm Zaun. edition hüne, Berlin 2009, ISBN 978-3-941754-00-3

### Monografien
- Vom Wesen des Feuilletons. Mit Studienmaterial. Verlag Sprache und Literatur, Halle an der Saale 1962
- Herr Moses in Berlin. Auf den Spuren eines Menschenfreundes. Buchverlag Der Morgen 1979, 1985, 1993, Taschenbuchausgaben: Das Arsenal 1982, 1987; 1996, Jaron 2006, ISBN 3-89773-076-6.[6]
- Meine liebste Mathilde. Die Freundin der Rosa Luxemburg. 1985, Fischer, Frankfurt am Main 1997, ISBN 3-596-12803-X.
- Der beherzte Reviervorsteher. Ungewöhnliche Zivilcourage am Hackeschen Markt. 1989, Jaron 2003, ISBN 3-89773-072-3.
- Der arme Epstein. Wie der Tod zu Horst Wessel kam. 1993, Aufbau, Berlin 1996, ISBN 3-7466-8021-2.[7]
- Die Suppenlina. Wiederbelebung einer Menschenfreundin. Mit über achtzig Rezepten aus ihrem berühmten Kochbuch. Edition Hentrich, Berlin 1997, ISBN 3-89468-241-8.

### Biografisches
- Nase im Wind – Zivile Abenteuer. Transit, Berlin 1994, ISBN 3-88747-091-5
- Eierschecke – Eine Dresdner Kindheit. Transit, Berlin 1995, ISBN 3-88747-104-0
- Eine Berliner Kindheit. Jaron, Berlin 1999, ISBN 3-89773-002-2
- Mit beiden Augen, Band 1: Von Dresden nach Tennessee. Fischer Taschenbuch, Frankfurt am Main 1999, ISBN 3-596-14677-1
- Mit beiden Augen, Band 2: Mein Leben zwischen den Zeilen. Transit, Berlin 1997, ISBN 3-88747-124-5; Fischer Taschenbuch, Frankfurt am Main 1999, ISBN 3-596-14677-1
- Das Lächeln der Wochenpost. Jaron, Berlin 2002, ISBN 3-89773-050-2
- Schriftwechsel 1997–2003 Heinz Knobloch – Rolf Pfeiffer. Edition Hüne, Berlin 2006, ISBN 3-8334-4468-1
- Ein Leben zwischen den Zeilen. Gespräch mit Ludger Bült, 55 Minuten, Ursendung: 27. Dezember 2000, MDR Kultur

### Nachworte
- zu Julius Rodenberg: Bilder aus dem Berliner Leben. Herausgegeben von Gisela Lüttig, Rütten und Loening, Berlin 1987, S. 355–374. ISBN 3-352-00072-7 (Nachdruckt der Erstausgabe von 1885–1887).